# Clark Township (Contea di Atchison, Missouri)
Clark Township è una delle 11 township nella Contea di Atchison dello Stato del Missouri, Stati Uniti d'America.

## Geografia fisica
Clark Township si estende su una superficie di 195,21 km², all'interno della township si trova la città di Fairfax.